# Ляшенки
Ляшенко (пол. Laszenko) — дворянский род.
Потомство Григория Ляшенко, жителя Глуховского (начало XVIII века).

## Описание герба
В красном поле белая хоругвь, увенчанная крестом. Щит увенчан дворянскими шлемом и короной. Нашлемник: три страусовых пера. Намёт на щите красный, подложенный серебром.